# Liste antiker Ortsnamen und geographischer Bezeichnungen/Ai
Hinweis: Der griechische Doppellaut „ai“ wird im Lateinischen mit „ae“ wiedergegeben. Dementsprechend finden sich griechische Ortsnamen, die mit „Ai“ beginnen, unter Liste antiker Ortsnamen und geographischer Bezeichnungen/Ae, sofern ein lateinischer Name überliefert ist.
| Lateinischer Name | Griechischer Name | Beschreibung | Heute | Quellen und Verweise | Lage |
| ----------------- | ----------------- | ------------ | ----- | -------------------- | ---- |
| Aias              |                   |              |       | Smith;               |      |